# Vila Belga

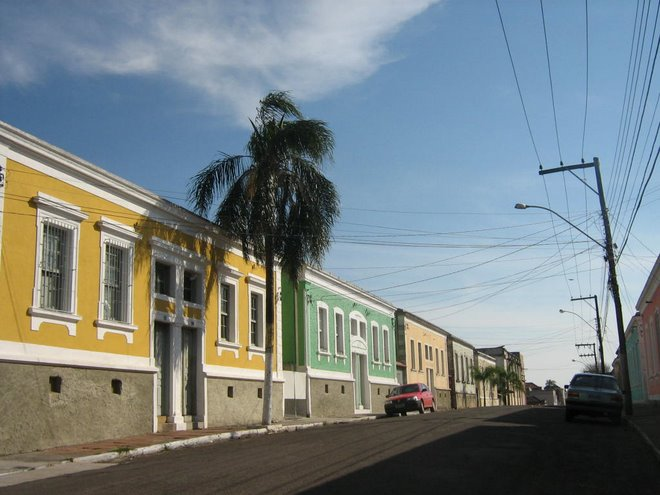
O casario padrão da Vila Belga.

Vila Belga é uma unidade residencial localizada no bairro Centro, distrito da Sede, em Santa Maria, Rio Grande do Sul, Brasil.

## História
Projetada pelo engenheiro belga Gustave Wauthier, a vila foi construída no período de 1901 a 1903 para servir de moradia aos funcionários da companhia belga "Compagnie Auxiliare des Chamins de Fer au Brésil", que vieram para construir as ferrovias.[carece de fontes?] A companhia adquiriu a concessão e finalizou a construção da Estrada de Ferro Porto Alegre - Uruguaiana, concebida como linha-tronco de um projeto de articulação do território e das fronteiras do Estado do Rio Grande do Sul com a Argentina, Paraguai e Uruguai através de ferrovia, tendo, portanto, caráter fundamentalmente estratégico, em especial após a Guerra do Paraguai (1864-1870), que passou a representar uma preocupação para o governo imperial.[carece de fontes?]
Um dos entroncamentos mais importantes da linha estava situado no município, onde foram instalados os escritórios da Auxiliare, assim como oficinas e inúmeros galpões que empregavam muitos funcionários, partes dos quais instalados na Vila Belga. Em 1872, pouco após o fim dos conflitos, o engenheiro José Ewbank da Câmara apresentou ao governo imperial o "Projeto Geral de uma Rede de Vias Férreas Comerciais e Estratégicas para a província de São Pedro do Rio Grande do Sul", onde propôs a construção de uma série de ferrovias com linhas-tronco em sentido norte-sul e leste-oeste, que se entroncariam em pontos estratégicos.[carece de fontes?]
Primeiramente, o projeto tinha como base dois centros irradiadores: São Gabriel e Alegrete, entretanto, durante a pormenorização do projeto, os estudos teriam demonstrado uma considerável redução de custos se o trajeto da ferrovia passasse por Santa Maria da Boca do monte, onde o terreno era menos acidentado.[carece de fontes?]
A Auxiliare para abrigar seus funcionários graduados (mas não propriamente de primeiro escalão) que trabalhavam diretamente na operação do pátio ferroviário, adquiriu uma gleba urbana próxima à Estação de Santa Maria e iniciou, na primeira metade do século XX, a construção de uma série de residências, conjunto que ficou conhecido como "Vila Belga".[carece de fontes?]
A Vila Belga é considerada patrimônio histórico e cultural do município.[carece de fontes?]
Segundo o tombamento municipal da Vila Belga, das oitenta residências originais, atualmente o conjunto conta com apenas setenta e nove, pois uma foi completamente descaracterizada. As demais mantêm ainda suas configurações originais: térreas e geminadas duas a duas (com exceção de uma), configurando quarenta edifícios distribuídos em quatro ruas principais e cinco quadras.[carece de fontes?]
A Vila Belga, apesar de ter sido construída por uma empresa ferroviária não se configura como uma tradicional "Vila Operária" (separado das cidades e construido segundo principios hierárquicos e de organização social), mas sim como uma continuação de Santa Maria

## Ligações Externas
- Vídeo da Vila Belga no site da Prefeitura Municipal